# Antoni Jutglar i Bernaus
Antoni Jutglar i Bernaus   (Barcelona, 18 de desembre de 1933 - Barcelona, 28 de novembre de 2007) fou un historiador, professor, assagista i editor català. Historiador especialitzat en els segles XIX i xx, destacà igualment pel seu compromís en la lluita contra el franquisme.

## Biografia

### Trajectòria durant el franquisme[1]
Nascut a Barcelona el 18 de desembre de 1933. Estudia al seminari de Barcelona i cursa estudis de Dret que no conclou, i d'història a la Facultat de Filosofia i Lletres de la Universitat de Barcelona. Fou deixeble de Jaume Vicens Vives. Procedent d'ambient catòlics obrers (ACO) comença a militar en la lluita antifranquista des de la seva etapa universitària. Entre el 1956 i el 1957 participa en la lluita contra el SEU i els primers intents de crear un sindicat d'estudiants democràtic.
Farà el servei militar com a recluta a la població de Berga al “Batallón de Cazadores de Montaña Cataluña no.4”. Allà coneixerà a l'Albert Fina i Sanglas, Jordi Maluquer i Bonet, Feliu Formosa i Torres i d'altres universitaris amb els quals prendrà consciència de realitat del país, de la repressió dels vençuts en la Guerra Civil, de la classe obrera, dels camps de concentració, dels afusellaments en el Camp de la Bota, dels consells de guerra, de les presons, dels presos po1iticos, dels exiliats... Amb el seu amic Albert Fina, cristià progressista com ell, aprofundiran la lectura i el descobriment d'autors com Emmanuel Mounier, Michel Foucault, Georges Bernanos, Lacroix, etc.
El 1959 s'integra al Frente de Liberación Popular serà detingut diverses vegades per la Brigada Político-Social de la policia franquista, i patirà presó. Més tard militarà en el Front Obrer de Catalunya i coincidirà amb companys de José Ignacio Urenda i Bariego, Isidre Molas i Batllori, Montserrat Avilés i Vila, Albert Fina i Sanglas, Angel Abad, etc. El 1962 contrau matrimoni amb Maria Dolors Biosca, llicenciada en Filosofia i Lletres i bibliotecària de la Biblioteca de Geografia i Història de la UB.
Serà acollit al seminari del catedràtic Carlos Seco Serrano a la Universitat de Barcelona, finalitza la tesina de llicenciatura “Federalismo y revolución las ideas sociales de Pi i Margall ”. Barcelona 1966. Es doctora a la UB amb la tesi Pi y Margall y el federalismo español. Serà professor adjunt i professor ajudant al càtedra d'Història General d'Espanya i a la UB. Formarà part juntament amb altres joves professors, Jordi Solé Tura, Josep Fontana, Manuel Sacristán, Josep Termes, Xavier Folch i Recasens, en la impulsió del moviment dels PNN (Professors No Numeraris).
El març de 1966 participa en La Caputxinada, la tancada per la constitució del Sindicat Democràtic d'Estudiants de la Universitat de Barcelona al convent dels Caputxins de Sarrià Arran d'aquest fet serà multat pts, suspès de treball i sou, expedientat. i expulsat de la universitat l'any 1967 i inhabilitat a perpetuïtat per ocupar llocs docents en el districte universitari de Catalunya i Balears i per dos anys per opositar a universitats d'altres districtes. Antoni Jutglar serà un dels 462 catalans més vigilats per la polícia durant el franquisme.
El 1967 a proposta de José Antonio Maravall el nomenen professor de la Facultat de Ciències Polítiques de Madrid i de la Universitat Complutense on dicta les assignatures de “Sociologia de historiadores” i “Historia del Pensamiento Español”. Després “Història d'Espanya” a la Universitat Autònoma de Madrid (1967-1969). Torna a Barcelona el 1969 i serà catedràtic interí a Universitat Autònoma de Barcelona fins al 1971 donant “Història Social d'Espanya”, “Evolució històrica d'Occident”, “Sociologia de la Cultura” i el “Treball i Introducció a les Ciències Socials”. El 1970 havia tornat a la Universitat de Barcelona com a professor adjunt, numerari per oposició d'Història Moderna i Contemporània, després professor agregat i professor numerari per oposició d'“Història Universal i Contemporània” a la mateixa universitat.

### L'etapa democràtica[8]
Després de la transició democràtica Antoni Jutglar passarà a la Universitat de Màlaga on serà professor agregat per oposició el març de 1980, i després catedràtic per concurs d'”Història Contemporània”. El 1982 demana excedència per malaltia.
Antoni Jutglar va col·laborar, també, amb altres institucions en la tasca d'introduir la sociologia com eina per l'historiador, fou en aquest camp professor d'”Història del Pensament Sociològic”de l'Escola Superior de Ciències Socials de l'Institut Catòlic d'Estudis Socials de Barcelona.
Altre activitats: editor, periodista i historiador de la història política del moviment obrer. Fundador de la col·lecció Nova Terra de l'ACO, (1957), Editorial Fontanella i primer director (1971), editorial Norfeu (1965), membre del Consell de Redacció de la revista “El Ciervo” (1957-1963), redactor de la revista “Promos” d'”Edició de Materials” SA. És especialment remarcable la seva tasca d'assessor a la Fundació “Anthropos” a la seva revista, i a l'editorial on va rescatar autors com Valentí Almirall, Felip Monlau, Manuel Serra i Moret, etc.
Antoni Jutglar va morir l'any 2007 després d'una llarga malaltia.

## Obra (selecció)[10]
- La era industrial en España Editorial Nova Terra Barcelona 1963.
- La inmigración en Cataluña Edició de Materials Barcelona 1967.
- Ideologia y clases en la españa contemporanea Cuadernos para el Diálogo 3volums Madrid 1968.
- De la revolución de Septiembre a la restauración  Rd. Planeta Barcelona 1976.
- Mitologia del neocapitalismo Seminarios y ediciones Madrid 1971.
- Historia crítica de la burguesía catalana Anthropos, Barcelona 1984.
- La España que no pudo ser Anthropos, Barcelona 1984.
- Pi i Margall y el federalismo español Ed. Tauros, Barcelona 1984.
- La reacción y la revolución, Francisco Pi y Margall Anthropos 1982.